# Wantisden
Wantisden es un pequeño pueblo y parroquia civil en el distrito de East Suffolk, Suffolk, al este de Inglaterra. Consiste principalmente de una única granja y un antiguo bosque (Staverton Park and The Thicks), y la mayoría de sus 30 habitantes viven en la finca. Comparte un consejo parroquial con las cercanas Butley y Capel St. Andrew. Tiene una iglesia dedicada a San Juan Bautista.
El topónimo de 'Wantisden' aparece por primera vez en el Libro Domesday de 1086, escrito como Wantesdena y Wantesdana. El nombre significa "Valle de Want".